# Anna-Teresa Tymieniecka
Anna-Teresa Tymieniecka, née le 28 février 1923 à Marianowo et morte le 7 juin 2014 à  Pomfret (Vermont), est une philosophe polonaise, naturalisée américaine, phénoménologue, fondatrice et présidente du World Phenomenology Institute et éditrice (à la fin des années 1960) de la collection Analecta Husserliana. Durant trente-cinq ans, elle a entretenu une amitié avec le pape Jean-Paul II ainsi qu'une collaboration universitaire épisodique,.

## Biographie

### Formation et carrière dans l'enseignement
Anna-Teresa Tymieniecka est née dans une famille franco-polonaise. Elle s'initie très tôt à la philosophie par la lecture de l'œuvre fondamentale de Kazimierz Twardowski, le fondateur de l'École de Lvov-Varsovie, Zur Lehre vom Inhalt und Gegenstand der Vorstellungen: Eine Psychologische Untersuchung, ainsi que celle des œuvres de Platon et Bergson que sa mère Maria-Ludwika de Lanval Tymieniecka lui fit connaître.
À la fin de la Seconde Guerre mondiale, elle commence des études universitaires de philosophie à l'université Jagellonne à Cracovie avec, pour professeur, Roman Ingarden, disciple des célèbres professeurs Kazimierz Twardowski et Edmund Husserl. Dans le même temps, elle étudie à l'Académie des beaux-arts de Cracovie.
Après avoir terminé son cycle universitaire en deux ans, elle va en Suisse à l'Université de Fribourg pour poursuivre des études avec un autre philosophe et logicien polonais important, Józef Maria Bocheński. Sa thèse de doctorat, ayant pour thème l'analyse des bases de la phénoménologie chez  Nicolai Hartmann et Roman Ingarden, sera publiée plus tard sous le titre Essence and Existence (1957). Elle obtient un 2e doctorat, cette fois en philosophie et littérature française à la faculté des lettres de Paris en 1951.
Au cours des années 1952-1953, elle effectue des recherches post-doctorales dans le champ des sciences sociales et politiques au Collège d'Europe à Bruges en Belgique. À partir de ce moment, elle commence à développer sa propre démarche en philosophie, une approche phénoménologique particulière qui ne correspond pas tout à fait à celle d'Husserl, ni tout à fait à celle d'Ingarden.
En 1956, elle se marie avec Hendrik Houthakker, professeur d'économie à l'université Stanford (1954-1960) et à l'université Harvard (à partir de 1960) et membre du Council of Economic Advisers du président Nixon de 1969 à 1971.
En 1979, elle publie, en collaboration avec Karol Wojtyła qui deviendra le pape Jean-Paul II en 1978, une traduction en anglais du livre de Wojtyla Osoba i czyn (Personne et acte). Personne et acte, un des ouvrages littéraires les plus fameux de Jean-Paul II, est écrit à l'origine en polonais ; il a été traduit par la suite en français, italien, allemand, espagnol anglais et en d'autres langues. La traduction anglaise de Anna-Teresa Tymieniecka a été largement critiquée, en ce sens qu'elle aurait changé le contenu initial polonais en compliquant son vocabulaire technique et en orientant le texte vers sa propre conception philosophique. Jean-Paul II, lui-même, n'aurait pas été satisfait de cette traduction. De plus, elle fut publiée avant l'édition finale de la version polonaise, ce qui indique que ce n'était pas la version définitive que l'auteur souhaitait. Les critiques qui ont été formulées sous-entendent que le titre anglais utilisé par Anna-Teresa Tymieniecka, The Acting Person était symptomatique des questions développées dans cet ouvrage, comme le titre de l'auteur avait pour signification de transmettre la tension entre la conscience subjective (la personne) et la réalité objective (l'acte), une idée centrale que l'auteur essayait de communiquer au travers de ses écrits et de son message. Malgré un large désaccord, Anna-Teresa Tymieniecka insiste, en 2001, pour que son ouvrage soit l'édition anglaise définitive de Personne et acte.
Elle est assistante-professeure de mathématiques à l'université d'État de l'Oregon (1955-1956) et assistante-professeure à l'université d'État de Pennsylvanie (à partir de 1957). Elle passe les années 1961 à 1966 à l'Institute for Independent Studies au Radcliffe College. En 1972-1973, elle est professeure à l'université de Saint John à New York.

### Lien avec le pape Jean-Paul II
Tymieniecka et Wojtyla, plus tard le pape Jean-Paul II, amorcent une amitié en 1973 alors qu'il est archevêque de Cracovie. Cette amitié durera trente ans jusqu'à sa mort. Elle l'accueille lorsqu'il est en Nouvelle-Angleterre en 1978. Des photos les montrent ensemble en train de skier ou de faire du camping. Les lettres qu'il lui écrit font partie d'une collection de documents vendue par la succession de Anna-Teresa Tymieniecka à la bibliothèque nationale de Pologne. Selon la BBC, la bibliothèque a tout d'abord exclu les lettres d'une consultation publique, en partie en raison de la procédure de béatification de Jean-Paul II en cours mais, en février 2016, un représentant de la bibliothèque annonce que ces lettres seraient rendues publiques. En février 2016, l'émission de télévision de la BBC, Panorama, révèle que le pape Jean-Paul II avait eu une étroite relation avec une philosophe d'origine polonaise  Anna-Teresa Tymieniecka. Durant 30 ans, ils s'échangent des lettres intimes dans lesquelles Anna-Teresa Tymieniecka confie à Wojtyła qu'elle l'aimait,. Le Vatican qualifie le documentaire de 'Beaucoup de bruit pour rien', Anna-Teresa Tymieniecka ayant nié plus tôt toute relation avec Jean-Paul II. Carl Bernstein, le journaliste d'investigation du scandale du Watergate et l'expert du Vatican Marco Politi, avaient été les premiers journalistes à parler d'Anna-Teresa Tymieniecka dans les années 1990 sur son importance dans la vie de Jean-Paul II. Ils l'ont interviewée et lui ont consacré 20 pages dans leur livre en 1996 Sa Sainteté Jean-Paul II et l'histoire cachée de notre époque,,. Bernstein et Politi lui ont même demandé si elle avait entretenu une relation romantique avec Jean-Paul II « ne serait-ce qu'à sens unique ». Elle répondit « Non, je n'ai jamais été amoureuse du cardinal. Comment aurais-je pu tomber amoureuse d'un prêtre vieux-jeu ? Et, en plus, je suis une femme mariée »,

## Création des sociétés phénoménologiques et le World Phenomenology Institute
En 1969, Anna-Teresa Tymieniecka crée la 'International Husserl and Phenomenological Research Society', en 1974 l'International Society for Phenomenology and Literature, en 1976 l'International Society for Phenomenology and the Human Sciences, en 1993 l'International Society of Phenomenology, Aesthetics, and Fine Arts et en 1995 la Sociedad Ibero-Americana de Fenomenologia. Les trois premières sociétés comprennent la fondation pour la création de la  World Institute for Advanced Phenomenological Research and Learning en 1976, réorganisée plus tard en  The World Phenomenology Institute.  Roman Ingarden, Emmanuel Levinas, Paul Ricœur, et Hans-Georg Gadamer, ainsi que le directeur des Husserl-Archives à Louvain, (Belgique) Herman Leo Van Breda soutiennent le projet de création de cet institut. De sa création et pendant de nombreuses années, Anna-Teresa Tymieniecka est la présidente permanente du World Phenomenology Institute et organise de nombreux congrès, conférences et séminaires de phénoménologie.

## Analecta Husserliana
Depuis sa création en 1968 (bien que le premier ouvrage de la collection semble être formellement apparu seulement en 1971), Anna-Teresa Tymieniecka est l'éditrice de la collection Analecta Husserliana : la production annuelle de la Phenomenological Research ayant pour but de développer et de transmettre les idées de Edmund Husserl et l'approche phénoménologique. La collection a été créée en continuation de Jahrbuch für Philosophie und Phänomenologische Forschung édité par Husserl lui-même (thèmes principaux : l'être humain et la condition de la vie humaine).
En plus de  Analecta Husserliana, The World Phenomenology Institute publie the journal Phenomenological Inquiry et Anna-Teresa Tymieniecka agit également en tant qu'éditrice de la collection Springer (auparavant Kluwer Academic Publishers) : Islamic Philosophy and Occidental Phenomenology in Dialogue, avec les co-éditeurs Gholamreza Aavani et Nader El-Bizri.